# Шелованиха
Шелованиха — опустевшая деревня в Даниловском районе Ярославской области. Входит в состав Дмитриевского сельского поселения.

## География
Находится в северо-восточной части Ярославской области на расстоянии приблизительно 23 км на юго-запад по прямой от железнодорожного вокзала города Данилова, административного центра района.

## История
В 1859 году здесь (тогда деревня Романово-Борисоглебского уезда Ярославской губернии) было учтено 6 дворов, в 1898 — 12.

## Население
Численность населения: 68 человек (1859 год), 2 (русские 100 %) в 2002 году, 0 в 2010.